# Luis Flores (meksykański piłkarz)
Luis Enrique Flores Ocaranza (ur. 18 lipca 1961 w Meksyku) – meksykański piłkarz występujący na pozycji napastnika.

## Kariera klubowa
Flores zawodową karierę rozpoczynał w 1979 roku w klubie UNAM Pumas. W 1980 roku wygrał z nim rozgrywki Pucharze Mistrzów CONCACAF. W 1981 roku zdobył z zespołem mistrzostwo Meksyku oraz Copa Interamericana. W 1982 roku ponownie zwyciężył z nim w Pucharze Mistrzów CONCACAF.
W 1986 roku Flores odszedł do hiszpańskiego Sportingu Gijón. W sezonie 1986/1987 zajął z nim 4. miejsce w Primera División. Latem 1987 roku powrócił do UNAM Pumas. W 1988 roku został tam królem strzelców Primera División.
W 1988 roku Flores ponownie wyjechał do Hiszpanii, gdzie został graczem Valencii. sezonie 1988/1989 uplasował się z nią na 3. pozycji Primera División. W 1989 roku powrócił do Meksyku. Podpisał tam kontrakt z zespołem Cruz Azul. Występował tam przez dwa lata. W sumie zagrał tam w 50 spotkaniach i strzelił 20 goli.
W 1991 roku Flores przeniósł się do Atlasu Guadalajara. W 1993 roku trafił do CD Guadalajara, gdzie w 1995 roku zakończył karierę.

## Kariera reprezentacyjna
W reprezentacji Meksyku Flores zadebiutował 29 listopada 1983 roku w zremisowanym 4:4 towarzyskim meczu z Martyniką. W 1986 roku został powołany do kadry narodowej na Mistrzostwa Świata. Zagrał na nich w pojedynkach z Belgią (2:1), Paragwajem (1:1) oraz Irakiem (1:0). W meczu z Paragwajem strzelił także gola. Z tamtego turnieju Meksyk odpadł w ćwierćfinale. W 1993 roku Flores wziął udział w Copa América, który Meksyk zakończył na 2. miejscu. W latach 1983–1993 w drużynie narodowej rozegrał w sumie 58 spotkań i zdobył 25 bramek.